# Robert Batailly
Robert Batailly (ur. 2 marca 1934 w Bourg-de-Thizy, zm. 27 listopada 2017) – francuski polityk, samorządowiec, eurodeputowany w roku 1989.
Pochodził z Bourg-de-Thizy. W młodości pracował jako sprzedawca perfum. Po przeprowadzce do Lyonu aktywnie uczestniczył w tamtejszej polityce lokalnej jako członek Partii Radykalnej, czterokrotnie z rzędu zdobywając mandat radnego w parlamencie departamentu. Od stycznia do lipca 1989 zasiadał w Parlamencie Europejskim. Później został merem 8. dzielnicy Lyonu z ramienia Unii na rzecz Demokracji Francuskiej. Należał do masonerii. Był konsulem honorowym Senegalu.
Był żonaty z Irene. Zmarł po długiej chorobie 27 listopada 2017.
Komandor Legii Honorowej (2010).